# Kraljeva petina
Kraljeva petina (špansko in portugalsko: quinta real / quinta del rey) je star kraljevi davek, ki monarhu pridrži 20 % vseh plemenitih kovin in drugih dobrin (vključno s sužnji), ki so jih njegovi podložniki pridobili kot vojni plen, ki so ga našli kot zaklad oz. pridobili z rudarjenjem. Kraljeva petina je bila ustanovljena v srednjeveških muslimanskih državah, krščanskih iberskih kraljestvih in njihovih čezmorskih kolonialnih imperijih v času velikih geografskih odkritij.
Kraljeva petina ima dvojni izvor. V krščanskih kraljestvih delno izhaja iz srednjeveškega pravnega pojmovanja gosposkih ali regalskih pravic nad naravnim bogastvom, ki je bila dodeljena monarhu ali fevdalnemu gospodarju izvorne lastninske pravice nad vsemi nezahtevanimi, neodkritimi in nerazvitimi naravnimi viri (npr. plemenite kovine v podzemlju, sol v kamnini, pragozdovi, ribe v morju itd.) v njegovi pristojnosti. Posledično so zasebniki, ki so pridobivali te naravne vire, dolgovali odškodnino svojemu prvotnemu "lastniku", monarhu.
20-odstotna davčna stopnja na vojni plen izvira iz prakse khums (arabsko: خُمْس, -  peti; se nanaša na zahtevano versko obveznost vsakega muslimana, da plača eno petino svojega pridobljenega bogastva iz določenih virov v določene namene) v islamskih državah. Institucionaliziran je bil od začetka islamskega osvajanja, s stopnjo, določeno v Koranu sura 8:41: (Plen (arabsko Al-Anfal) je 8. sura v Koranu).
In vedite, da od vsega tistega, kar zaplenite (kot bojni plen), petina pripada Alahu in Poslancu ter njegovi rodbini, sirotam, siromakom ter popotnikom, če verujete v Alaha in v to, kar smo razodeli Našemu sužnju na dan ločitve (resnice od laži), na dan, ko sta se soočili dve skupini. Alah pa je Tisti, ki zmore vse.()
V praksi je delež petine, rezervirane za prerokovo družino, po Mohamedovi smrti izginil. Zgodnji pravoverni kalifi, zlasti kalif Omar, so določili regulativne smernice za to, kaj se lahko in kaj ne more obravnavati kot vojni plen, in dodelili petino za razdelitev blaginje. Petina je sčasoma postala pomemben vir financiranja kalifske uprave in vojske. Šole islamskega prava so bile razdeljene glede tega, ali se petina razširi na zaklade in rudarjenje. Nekatere šole (predvsem hanafitske) so zaklad in rudnike štele za plen in zato podvržen petini, medtem ko so druge (predvsem šafijske in hanbalitske) zanje veljale le konvencionalne stopnje, npr. zekat,  dajanje miloščine revnim in bolnim.
Srednjeveška kraljestva Taifa v Al Andaluzu so sprejela hanefijski argument in institucionalizirala petino o vojnem plenu, zakladih in rudarjenju. Kraljevo petino (quinto real) so sprejele krščanske države Iberskega polotoka (Kastilija, Portugalska itd.) v času Rekonkviste in se razširile na svoje čezmorske kolonije v Ameriki, Afriki in Aziji. Postala je pomemben del kronskih financ.
V času velikih odkritij so španski in portugalski kapitani in konkvistadorji pazili, da so kraljevo petino vedno oddvojili od plena, ki so ga zajeli, in obtožbe o poneverbi 'kraljeve petine' so končale kariero nekaterih izmed njih (npr. Alonso de Ojeda, Pedro Alonso Nino). Kljub temu so iberski monarhi, da bi spodbudili raziskovanje in kolonizacijo, raziskovalcem in kolonialnim razvijalcem pogosto dovolili, da obdržijo del ali celotno kraljevo petino vsaj nekaj časa. Pogoji so bili običajno navedeni v kapitanskih pogodbah ali kraljevih donacijah, npr. leta 1402 je bilo Jeanu de Béthencourtu dovoljeno obdržati kraljevo petino kot pogoj za osvojitev Kanarskih otokov za Kastilijo; leta 1443 je portugalski princ Henrik Pomorščak dobil kraljevo petino na vseh podjetjih na otokih Madeira in podsaharski Afriki; leta 1492 je bilo Krištofu Kolumbu dovoljeno obdržati 10 % kraljeve petine Zahodne Indije (čeprav je slavno trdil, da mu je bilo obljubljeno več); pogodbe kapitanov-donatorjev kolonialne Brazilije iz leta 1532 so jim omogočile, da obdržijo 5 % kraljeve petine.
V Španiji je bila kraljeva petina o rudarjenju vseh plemenitih kovin in mineralov (teoretično; v praksi se je zbirala le na zlatu, srebru, živem srebru, dragih kamnih in biserih) kodificirana z odlokom iz februarja 1504 in (z občasnimi izjemnimi donacijami) je ostala v veljavi v celotnem Španskem imperiju do 18. stoletja. Leta 1723 so jo znižali na desetino (10 %), leta 1777 pa še na 3 %, z dodatno dajatvijo v višini 2 %, če bi jo poslali v Španijo.